# طواف الفلبين 2016
طواف الفلبين 2016 (بالإسبانية: Tour de Filipinas 2016 )‏ هو سباق دراجات هوائية، وهو الموسم رقم 7 من نفس السباق، وأقيم خلال الفترة 18 فبراير 2016، وحتى 21 فبراير 2016، وامتدّ لمسافة 553 كيلومتر، وهو أحد سباقات طواف آسيا للدراجات 2016، وهو من نوع سباق المرحلة، وقد شارك في السباق 73 متسابقاً ووصل إلى نهايته 53 متسابقاً.
فاز فيه بالمركز الأول Oleg Zemlyakov ‏، وبالمركز الثاني يفغيني جيديتش، وبالمركز الثالث Batmönkhiin Maral-Erdene ‏، والفريق الفائز في ترتيب الفرق Vino 4-ever SKO 2016.

## المراحل
| المرحلة   | التاريخ   | الدورة            | type | المسافة (كم) | الفائز بالمرحلة | القائد العام    |
| --------- | --------- | ----------------- | ---- | ------------ | --------------- | --------------- |
| المرحلة 1 | 18 فبراير | أنتيبولو – لوسينا |      |              |                 |                 |
| المرحلة 2 | 19 فبراير | لوسينا – Daet ‏    |      |              | Oleg Zemlyakov ‏ | Oleg Zemlyakov ‏ |
| المرحلة 3 | 20 فبراير | Daet ‏ – ليجازبي   |      |              | ويسلي سولزبيرجر | Oleg Zemlyakov ‏ |
| المرحلة 4 | 21 فبراير | ليجازبي – ليجازبي |      |              | Timothy Guy ‏    | Oleg Zemlyakov ‏ |

## التصنيف العام النهائي
| التصنيف العام | التصنيف العام             | التصنيف العام | التصنيف العام   | التصنيف العام |        |
| الدراج        | الدراج                    | البلد         | الفريق          | الوقت         | السرعة |
| ------------- | ------------------------- | ------------- | --------------- | ------------- | ------ |
| 1.            | Oleg Zemlyakov ‏           | كازاخستان     | Vino 4-ever SKO |               |        |
| 2.            | يفغيني جيديتش             | كازاخستان     | Vino 4-ever SKO |               |        |
| 3.            | Batmönkhiin Maral-Erdene ‏ | منغوليا       | Terengganu      |               |        |

## وصلات خارجية
- الموقع الرسمي
- طواف الفلبين 2016 على موقع إحصائيات الدراجات الإحترافية (الإنجليزية)